# André Chatillon
Pour les articles homonymes, voir Chatillon.
André-Marie Châtillon est un architecte français né à Paris le 7 décembre 1782 et mort dans la même ville le 11 septembre 1859.
Il a été un des fondateurs de la Société centrale des architectes en 1845.
Inspecteur des travaux de la Ville de Paris, membre du bureau de la grande voirie et de la commission des Alignements, il est aussi l'architecte du palais de la Légion d'honneur.

## Biographie
Élève de Charles Percier, il suit les cours de l'école des Beaux-Arts.
En 1803, il est classé 2e au prix de Rome pour le sujet de concours : un port maritime. L'année suivante, il a le même classement pour le sujet : palais d'un souverain. Il est Premier au prix de Rome d'architecture, en 1809, pour le sujet : une cathédrale.
En 1819, il fait un projet d'un monument sépulcral qui s'élève en Italie dans les États romains.
Il construit l'église Notre-Dame-de-la-Nativité de Bercy en 1823. Il a pour collaborateur l'architecte Jean-Baptiste-Auguste Bastière, né à Bordeaux en 1792, qui a surtout construit les maisons de la rue Bourg-l'Abbé.
Entre 1827 et 1828, il restaure la façade principale de l'église Saint-Maurice qui devait devenir la cathédrale de Lille.
Il édifie le marché des Patriarches, rue des Patriarches, à Paris 5e arrondissement, entre 1828 et 1830, qui a été entièrement modifié. Il devient architecte-voyer de la ville de Paris.
Architecte du palais de la Légion d'honneur à Paris, il fait des travaux au château d'Écouen qui sert de maison d'éducation de la Légion d'honneur.